# Längdhopp för herrar i friidrott vid olympiska sommarspelen 1980
Längdhopp för herrar vid olympiska sommarspelen 1980 i Moskva avgjordes 27-28 juli. 

## Medaljörer
| Gren      | Guld                          | Guld   | Silver                      | Silver | Brons                              | Brons  |
| Längdhopp | Lutz Dombrowski · Östtyskland | 8,54 m | Frank Paschek · Östtyskland | 8,21 m | Valerij Podluzjnyj · Sovjetunionen | 8,18 m |

## Resultat

### Kvalomgång
- Hölls den 27 juli 1980

| Placering | Grupp A                       | Längd  |
| --------- | ----------------------------- | ------ |
| 1.        | Frank Paschek (GDR)           | 8.17 m |
| 1.        | Lutz Dombrowski (GDR)         | 8.17 m |
| 3.        | Stanisław Jaskułka (POL)      | 8.07 m |
| 4.        | Valerij Podluzjnij (URS)      | 8.02 m |
| 5.        | Viktor Belskij (URS)          | 8.01 m |
| 6.        | Antonio Corgos (ESP)          | 7.96 m |
| 7.        | László Szalma (HUN)           | 7.91 m |
| 8.        | Philippe Deroche (FRA)        | 7.90 m |
| 9.        | Yordan Yanev (BUL)            | 7.84 m |
| 10.       | João Carlos de Oliveira (BRA) | 7.78 m |
| 11.       | Andrzej Klimaszewski (POL)    | 7.76 m |
| 12.       | Dimitrios Delifotis (GRE)     | 7.74 m |
| 13.       | Alberto Solanas (ESP)         | 7.73 m |
| 14.       | Peter Rieger (GDR)            | 7.59 m |
| 15.       | David Girat (CUB)             | 7.57 m |
| 16.       | Ivan Tuparov (BUL)            | 7.46 m |
| 17.       | Nenad Stekić (YUG)            | 5.75 m |

| Placering | Grupp B                  | Längd  |
| --------- | ------------------------ | ------ |
| 1.        | Rolf Bernhard (SUI)      | 7.98 m |
| 2.        | Kayode Elegbede (NGR)    | 7.82 m |
| 3.        | Jubobosaye Kio (NGR)     | 7.77 m |
| 4.        | Bill Rea (AUT)           | 7.74 m |
| 5.        | Jan Leitner (TCH)        | 7.68 m |
| 6.        | Doudou N'Diaye (SEN)     | 7.66 m |
| 7.        | Gary Honey (AUS)         | 7.44 m |
| 8.        | Yusuf Alli (NGR)         | 7.43 m |
| 9.        | Béla Bakosi (HUN)        | 7.29 m |
| 10.       | Théophile Hounou (BEN)   | 7.07 m |
| 11.       | Stelio Craveirinha (MOZ) | 6.94 m |
| 12.       | Ronald Raborg (PER)      | 6.85 m |
| 13.       | Abebe Gessese (ETH)      | 6.66 m |
| —         | Essa Hashem (KUW)        | NM     |
| —         | Fidelis Ndyabagye (UGA)  | NM     |
| —         | Oli Pousi (FIN)          | DNS    |

### Final
| Placering | Final                         | Längd  |
| --------- | ----------------------------- | ------ |
|           | Lutz Dombrowski (GDR)         | 8.54 m |
|           | Frank Paschek (GDR)           | 8.21 m |
|           | Valerij Podluzjnij (URS)      | 8.18 m |
| 4.        | László Szalma (HUN)           | 8.13 m |
| 5.        | Stanisław Jaskułka (POL)      | 8.13 m |
| 6.        | Viktor Belskij (URS)          | 8.10 m |
| 7.        | Antonio Corgos (ESP)          | 8.09 m |
| 8.        | Yordan Yanev (BUL)            | 8.02 m |
| 9.        | Rolf Bernhard (SUI)           | 7.88 m |
| 10.       | Philippe Deroche (FRA)        | 7.77 m |
| 11.       | Kayode Elegbede (NGR)         | 7.49 m |
| —         | João Carlos de Oliveira (BRA) | DNS    |